# Lothar Zöller
Lothar Zöller (* 1. November 1955 in Heidelberg) ist ein Arzt und war bis 2019 Sanitätsoffizier der Bundeswehr im Dienstgrad Oberstarzt. Er war von 2007 bis 1. Oktober 2019 Leiter des Instituts für Mikrobiologie der Bundeswehr in München und Hochschullehrer an der Ruprecht-Karls-Universität Heidelberg.

## Militärische Laufbahn

### Ausbildung und erste Verwendungen
Lothar Zöller trat am 1. Oktober 1974 beim Transportbataillon 370 in Hermeskeil in die Bundeswehr ein. Er wurde in die Laufbahn der Sanitätsoffizieranwärter übernommen und studierte von 1975 bis 1981 Humanmedizin an der Universität Heidelberg. Anschließend war er Assistenzarzt am Bundeswehrzentralkrankenhaus Koblenz. 1982 promovierte er an der Ruprecht-Karls-Universität Heidelberg über Mycoplasmen im Fach Virologie. Von 1983 bis 1984 war Zöller als Truppenarzt beim III. Korps in Koblenz eingesetzt.

### Dienst als Stabsoffizier
Ab 1984 war Zöller Assistenzarzt im Fachbereich Medizinische Mikrobiologie des Zentralen Instituts des Sanitätsdienstes der Bundeswehr, Koblenz und danach wieder ab 1986 Assistenzarzt am Bundeswehrzentralkrankenhaus Koblenz in den Bereichen Innere Medizin und Infektiologie. In dieser Zeit nahm er auch am Kursus für Tropenmedizin und Medizinische Parasitologie am Bernhard-Nocht-Institut für Tropenmedizin in Hamburg teil. Von 1987 bis 1991 war Zöller Wissenschaftlicher Mitarbeiter und Weiterbildungsassistent am Hygiene-Institut in Heidelberg unter der Leitung von Direktor: Prof. Dr. Dres. h.c. mult. H.-G. Sonntag. Seit 1991 ist er Facharzt für Mikrobiologie, Virologie und Infektionsepidemiologie.
Ab 1991 leitete Zöller die zunächst den Fachbereich Medizinische Mikrobiologie und habilitierte 1992 für das Fach Medizinische Mikrobiologie an der Ruprecht-Karls-Universität Heidelberg. Danach führte er ab 1994 die Laborabteilung Medizin am Zentralen Institut des Sanitätsdienstes der Bundeswehr in Koblenz. 2000 wurde Zöller zum außerplanmäßigen Professor an der Ruprecht-Karls-Universität Heidelberg ernannt berufen.
Von 2007 bis 2019 war er Leiter des Institutes für Mikrobiologie der Bundeswehr in München.

### Fachqualifikationen
Zöller verfügt die Facharztbezeichnung Facharzt für Mikrobiologie, Virologie und Infektionsepidemiologie und das Diplom für Tropenmedizin und Parasitologie.

### Auslandseinsätze
- 2003 Mikrobiologe im Feldlabor des Deutschen Einsatzkontingent KFOR in Pristina.

### Auszeichnungen
- 1986: Verleihung der Bernhard-Nocht-Gedenkmünze
- 1995: Paul-Schürmann-Preis der Deutschen Gesellschaft für Wehrmedizin und Wehrpharmazie
- 2003: Einsatzmedaille der Bundeswehr Bronze KFOR
- 2003: NATO Service Medal for the Balkans
- 2008: Ehrenkreuz der Bundeswehr in Gold

## Forschungsschwerpunkte
Zöller begann bereits vor der Verfügbarkeit kommerzieller Westernblots für HIV, in Koblenz HI-Viren im Liter-Maßstab anzuzüchten und eigene HIV-Westernblots herzustellen. Er trug maßgeblich zur Erforschung von Hantaviren bei und zeigte frühzeitig deren Bedeutung in Deutschland auf. An der Universität Heidelberg entwickelte er Nachweissysteme für Hantaviren und erkannte deren unterschätzte Prävalenz.
Zöller war auch auf den Gebieten der Lyme-Borreliose und invasiven Candida-Infektionen aktiv. Er leitete den Aufbau mikrobiologischer Feldlabore, standardisierte Verfahren, verfasste ein Diagnostik-Taschenbuch und etablierte Telemikrobiologie als Teil der Telemedizin. Die Förderung der medizinischen Parasitologie in Auslandseinsätzen war ihm ein besonderes Anliegen.
Unter seiner Leitung erhielt das Institut für Mikrobiologie der Bundeswehr drei nationale Konsiliarlabore für Brucellen, Pest und FSME. Er initiierte zudem die international renommierte Medical Biodefense Conference, die seit 2009 alle zwei Jahre stattfindet und zu einer führenden Veranstaltung im internationalen Medizinischen B-Schutz wurde, mit regelmäßig bis zu über 500 Teilnehmenden aus 58 Nationen.

## Schriften (Auswahl)
- Darai, G., Handermann, M., Sonntag, H. G., & Zöller, L. (Eds.). (2012). Lexikon der Infektionskrankheiten des Menschen: Erreger, Symptome, Diagnose, Therapie und Prophylaxe. Springer-Verlag.
- Zöller, L., Scholz, J., Stohwasser, R., Giebel, L. B., Sethi, K. K., Bautz, E. K., & Darai, G. (1989). Immunoblot analysis of the serological response in Hantavirus infections. Journal of medical virology